# Квалификације за Светско првенство у фудбалу 1974 — Северна и Средња Америка/КОНКАКАФ
За квалификације је било пријављено 14 екипа, за 1 место које је водило на Светском првенству у фудбалу 1974. у Западној Немачкој. 
Екипе су биле подељене у 6 група (две групе по 3 екипе и четири групе по две елипе). Шест победника група такмичили су се на финалном турниру који је одржан од 29. новембра до 18. децембра 1973. на Хаитију. Победник тог турнира ишао је на Светско првенство.
Финални турнир квалификација КОНКАКАФ зоне за Светско првенство 1974. био је истовремено и њено првенство за 1973. годину.

## Групе
| Група 1                | Група 2              | Група 3              | Група 4                    | Група 5           | Група 6                                                   |
| ---------------------- | -------------------- | -------------------- | -------------------------- | ----------------- | --------------------------------------------------------- |
| Канада · Мексико · САД | Гватемала · Салвадор | Хондурас · Костарика | Холандски Антили · Јамајка | Хаити · Порторико | Антигва и Барбуда · Холандска Гвајана · Тринидад и Тобаго |

## Група 1
|   | Држава  | Мексико | Канада | САД | Држава  | ИГ | П | Н | И | ГД | ГП | ГР | Бод. |
| 1 | Мексико |         | 2:1    | 3:1 | Мексико | 4  | 4 | 0 | 0 | 8  | 2  | +6 | 8    |
| 2 | Канада  | 0:1     |        | 3:2 | Канада  | 4  | 1 | 1 | 2 | 6  | 7  | -1 | 3    |
| 3 | САД     | 1:2     | 2:2    |     | САД     | 4  | 0 | 1 | 3 | 6  | 10 | -4 | 1    |

За финални турнир КОНКАКАФ зоне квалификовала се репрезентација Мексика.

## Група 2
| Гватемала | – | Салвадор  | 1:0 |
| Салвадор  | – | Гватемала | 0:1 |

За финални турнир КОНКАКАФ зоне квалификовала се репрезентација Гватемале.

## Група 3
| Хондурас  | – | Костарика | 2:1 |
| Костарика | – | Хондурас  | 3:3 |

За финални турнир КОНКАКАФ зоне квалификовала се репрезентација Хондураса.

## Група 4
| Холандски Антили | – | Јамајка | -:- |

Репрезентација Јамајке је одустала од такмичења, па су се Холандски Антили аутоматски квалификовали за финални турнир КОНКАКАФ зоне.

## Група 5
| Хаити     | – | Порторико | 7:0 |
| Порторико | – | Хаити     | 0:5 |

За финални турнир КОНКАКАФ зоне квалификовала се репрезентација Хаитија.

## Група 6
|   | Држава            | Тринидад и Тобаго | Холандска Гвајана | Антигва и Барбуда | Држава            | ИГ | П | Н | И | ГД | ГП | ГР  | Бод. |
| 1 | Тринидад и Тобаго |                   | 2:1               | 3:1               | Тринидад и Тобаго | 4  | 3 | 1 | 0 | 16 | 4  | +12 | 7    |
| 2 | Холандска Гвајана | 1:1               |                   | 3:1               | Холандска Гвајана | 4  | 2 | 1 | 1 | 11 | 4  | +7  | 5    |
| 3 | Антигва и Барбуда | 1:2               | 0:6               |                   | Антигва и Барбуда | 4  | 0 | 0 | 4 | 3  | 22 | -19 | 0    |

За финални турнир КОНКАКАФ зоне квалификовала се репрезентација Тринидада и Тобага

## Финални турнир
Финални турнир је одржан од 29. новембра до 18. децембра 1973. године у Порт о Пренсу на Хаитију. Играно је по једнокружном лигашком систему (свако са сваким по једну утакмицу). Победник се пласирао на светско првенство.
| Финални турнир КОНКАКАФ зоне | Финални турнир КОНКАКАФ зоне | Финални турнир КОНКАКАФ зоне | Финални турнир КОНКАКАФ зоне | Финални турнир КОНКАКАФ зоне | Финални турнир КОНКАКАФ зоне | Финални турнир КОНКАКАФ зоне | Финални турнир КОНКАКАФ зоне | Финални турнир КОНКАКАФ зоне | Финални турнир КОНКАКАФ зоне | Финални турнир КОНКАКАФ зоне | Финални турнир КОНКАКАФ зоне | Финални турнир КОНКАКАФ зоне | Финални турнир КОНКАКАФ зоне | Финални турнир КОНКАКАФ зоне | Финални турнир КОНКАКАФ зоне | Финални турнир КОНКАКАФ зоне | Финални турнир КОНКАКАФ зоне |
| Резултати                    | Резултати                    | Резултати                    | Резултати                    | Резултати                    | Резултати                    | Резултати                    | Резултати                    | Табела                       | Табела                       | Табела                       | Табела                       | Табела                       | Табела                       | Табела                       | Табела                       | Табела                       |                              |
| ---------------------------- | ---------------------------- | ---------------------------- | ---------------------------- | ---------------------------- | ---------------------------- | ---------------------------- | ---------------------------- | ---------------------------- | ---------------------------- | ---------------------------- | ---------------------------- | ---------------------------- | ---------------------------- | ---------------------------- | ---------------------------- | ---------------------------- | ---------------------------- |
|                              | Држава                       | Хаити                        | Тринидад и Тобаго            | Мексико                      | Хондурас                     | Гватемала                    | Холандски Антили             | Држава                       | ИГ                           | П                            | Н                            | И                            | ГД                           | ГП                           | ГР                           | Бод.                         |                              |
| 1                            | Хаити                        |                              | 2–1                          | 0–1                          | 1–0                          | 2–1                          | 3–0                          | Хаити                        | 5                            | 4                            | 0                            | 1                            | 8                            | 3                            | +5                           | 8                            |                              |
| 2                            | Тринидад и Тобаго            | –                            |                              | 4–0                          | –                            | 1–0                          | 4–0                          | Тринидад и Тобаго            | 5                            | 3                            | 0                            | 2                            | 11                           | 4                            | +7                           | 6                            |                              |
| 3                            | Мексико                      | –                            | –                            |                              | –                            | 0–0                          | 8–0                          | Мексико                      | 5                            | 2                            | 2                            | 1                            | 10                           | 5                            | +5                           | 6                            |                              |
| 4                            | Хондурас                     | –                            | 2–1                          | 1–1                          |                              | 1–1                          | 2–2                          | Хондурас                     | 5                            | 1                            | 3                            | 1                            | 6                            | 6                            | 0                            | 5                            |                              |
| 5                            | Гватемала                    | –                            | –                            | –                            | –                            |                              | –                            | Гватемала                    | 5                            | 0                            | 3                            | 2                            | 4                            | 6                            | -2                           | 3                            |                              |
| 6                            | Холандски Антили             | –                            | –                            | –                            | –                            | 2–2                          |                              | Холандски Антили             | 5                            | 0                            | 2                            | 3                            | 4                            | 19                           | -15                          | 2                            |                              |

За Светско првенство у фудбалу 1974. у Западној Немачкој клалификовала се репрезентација Хаитија.